# Línea 32 (EMT Valencia)
La línea 32 Passeig Marítim - Marqués de Sotelo   de EMT de Valencia es una línea de autobús que une los barrios de San Francisco y La Malvarrosa.

## Recorrido
| Dirección M. de Sotelo | Dirección Passeig Marítim |
| ---------------------- | ------------------------- |
|                        |                           |

## Historia[2]
La línea 32 Marqués de Sotelo - Passeig Marítim, empezó siendo un estudio en enero de 1973, y se puso en funcionamiento el 17 de julio de 1973, con cuatro Pegaso 5062, circulando por el Camino de Algirós hasta el Mercado del Cabañal. Diversas modificaciones urbanas le hacen variar su recorrido, entre las calles Poeta Más y Ros y Santos Justo y Pastor. En abril de 1980, modifica su itinerario por Marqués de Lozoya (actual Avenida de Aragón), Ernesto Ferrer, Santos Justo y pastor, Los Leones, Camino de Algirós. El 10 de diciembre de 1982 deja de circular por la nueva peatonal de Don Juan de Austria, desviando el itinerario por Pintor Sorolla y Navarro Reverter. El 2 de octubre de 2000 cambia su itinerario, estirando algunos servicios hasta el Paseo Marítimo, en sustitución de la línea 30 que cubría el trayecto Naztzaret - Passeig Marítim - Plaça de l'Ajuntament. El recorrido que esta línea sigue, coincide en gran parte del recorrido con la línea 5 de metro entre las estaciones de Ayora y Xàtiva. Los jueves, cambia su recorrido en la zona cercana al Mercado Municipal del Cabañal, en las horas en las que hay mercado. En mayo de 2006 deja de hacer los servicios cortos del "C32" hasta la playa de Las Arenas y todos los servicios de la línea pasan a finalizar al final del Paseo Marítimo. El 8 de mayo de 2008, se realizan modificaciones en el itinerario por la zona de la avenida de Aragón.

## Series asignadas[2]
|                    | 1994 | 1995 | 1996 | 1997 | 1998 | 1999 | 2000 | 2001 | 2002 | 2003 | 2004 | 2005 | 2006 | 2007 | 2008      | 2009      | 2010      | 2011 | 2012 | 2013 |
| ------------------ | ---- | ---- | ---- | ---- | ---- | ---- | ---- | ---- | ---- | ---- | ---- | ---- | ---- | ---- | --------- | --------- | --------- | ---- | ---- | ---- |
| CANTIDAD AUTOBUSES | 11   | 11   | 10   | 10   | 11   | 11   | 11   | 11   | 11   | 11   | 11   | 11   | 11   | 11   | 11        | 11        | 10        | 10   | 9+1  | 9+1  |
| SERIE              | 4000 | 4000 | 4000 | 4000 | 4000 | 4000 | 4000 | 5200 | 5200 | 5200 | 5200 | 5200 | 5200 | 5200 | 5200/6100 | 5200/6100 | 5200/6100 | 6200 | 6200 | 6200 |

## Otros datos
| Líneas de autobuses que prestan servicio en Valencia |               |                  |
| Línea anterior:                                      | Línea actual: | Línea siguiente: |
| 31 Línea 31                                          | 32 Línea 32   | 35 Línea 35      |